# 굴라크
굴라크(러시아어: ГУЛаг, 듣기 (도움말·정보), gulag)는 소련에서 노동 수용소를 담당하던 정부기관이다. 이는 Главное управление исправительно-трудовых лагерей и колоний, Glavnoye upravleniye ispravitel'no-trudovykh lagerey i koloniy의 약자로 한국어로 번역하면 "국가 보안국 교정 노동 수용소의 주 관리 기관"이다. 원래는 기관의 이름이었지만 점점 강제 노동의 대명사로 쓰이게 되었다.
앤 애플바움(Anne Applebaum)은 굴라크의 역사(Gulag: A History)에서 다음과 같이 썼다.
| “ | 국가 보안국의 한 지국으로, 강제 노동 수용 및 관련된 구금과 수용, 감옥에 운송하는 일을 담당하고 있다. 이들 수용소는 모든 종류의 범죄자들을 수용하고 있으나, 굴라크 시스템은 정치범 수용소로 더 잘 알려져 있으며, 소련의 반체제 인사들을 탄압하는 데 쓰이고 있다. 수감된 자들은 수백만명에 이르지만 서방에 알려진 것은 알렉산드르 솔제니친이 1973년에 쓴 《수용소 군도》(The Gulag Archipelago)를 통해서이며, 작품에서 솔제니친은 흩어진 수용소들을 군도에 비유하고 있다. | ” |

최소한 476개의 수용소 집합체가 있었으며, 각각은 수백 개, 심지어는 수천 개의 개별 수용소로 이루어져 있었다. 5~7백만명의 수용자가 있었을 것으로 추정된다. 이들 중 약 10%가 매년 죽었다. 아마도 최악 수용소 집합체는 북극해 연안의 콜야마, 노릴스크, 보르쿠타에 있는 것이었다.
1929년부터 1953년까지 아마도 1천 8백만 명이 "굴라크"를 거쳤으며, 수백만 명이 먼 곳에서 강제로 이주당했다.

대부분 굴라크 수용자는 양심수가 아닌 범죄자였지만, 양심수도 상당히 많았다. 무단 결근이나 좀도둑질, 정부에 대한 농담만으로도 굴라크에 수용당한 예도 있었다. 정치적인 수감자의 약 절반 정도는 굴라크 감옥으로 별도의 재판 없이 끌려온 사람들이었다. 공식적인 통계에 따르면 1921년에서 1953년 사이에 소비에트 비밀 경찰이 조사한 경우와 관련해서, 피고인을 감옥에 들어가게 판결한 사례의 수가 이백 육십여만 명이 넘는다.

## 수용소의 환경
수용소에서의 노동과 생활환경은 시간과 장소, 부수적인 여러 요소들과 여러 사건들에 따라 달라졌다. 예를 들어, 2차 세계대전과 소련의 가뭄과 기근, 테러의 위협과 수감인들에 대한 갑작스러운 대규모 석방이 그것이다. 그렇든 말든, 수용소 내의 거의 대다수의 수감자들은 대부분 수감되는 내내 기근, 의류의 부족, 과잉수용, 형편없는 단열처리가 된 집들, 열약한 위생과 열약한 의료 서비스에 노출되어 있었다. 대부분의 수용자들은 가혹한 육체적 노동을 강요받았다. 대부분의 경제적 분야들, 기계화 작업들은 민수산업에 비하여 확실하게 진행률이 낮았다. 왜냐하면, 대부분의 도구들은 낙후되어 있었고, 부품 부족에 시달렸다. 만약 도구들이 존재한다 하더라도, 그러한 도구를 공급하는 기간은 짧았다. 공식적으로 그들에게 주어진 작업시간 내의 휴식시간은 민간인들에 비하여 짧았다. 또한 가끔씩 그들의 작업시간 조절은 현장에 있던 수용소 행정관들에 의하여 연장되기도 하였다.

소비에트 연방의 정치가이던 안드레이 비신스키는 , 내무인민위원회의 위원장이던 니콜라이 예조프에게 1938년 다음과 같은 보고서를 보냈다.

수용자들 중에서는 가끔 아주 누더기가 되고 아주 비위생적인 상황에 있습니다. 이 수용자들은 인간으로서의 유사점은 모두 잃어서 변질되어 버렸습니다. 음식의 부족... 그들은 음식 찌거기를 모으고, 소수의 수용자들에 의하면 그들은 쥐와 개도 잡아 먹는다고 합니다.

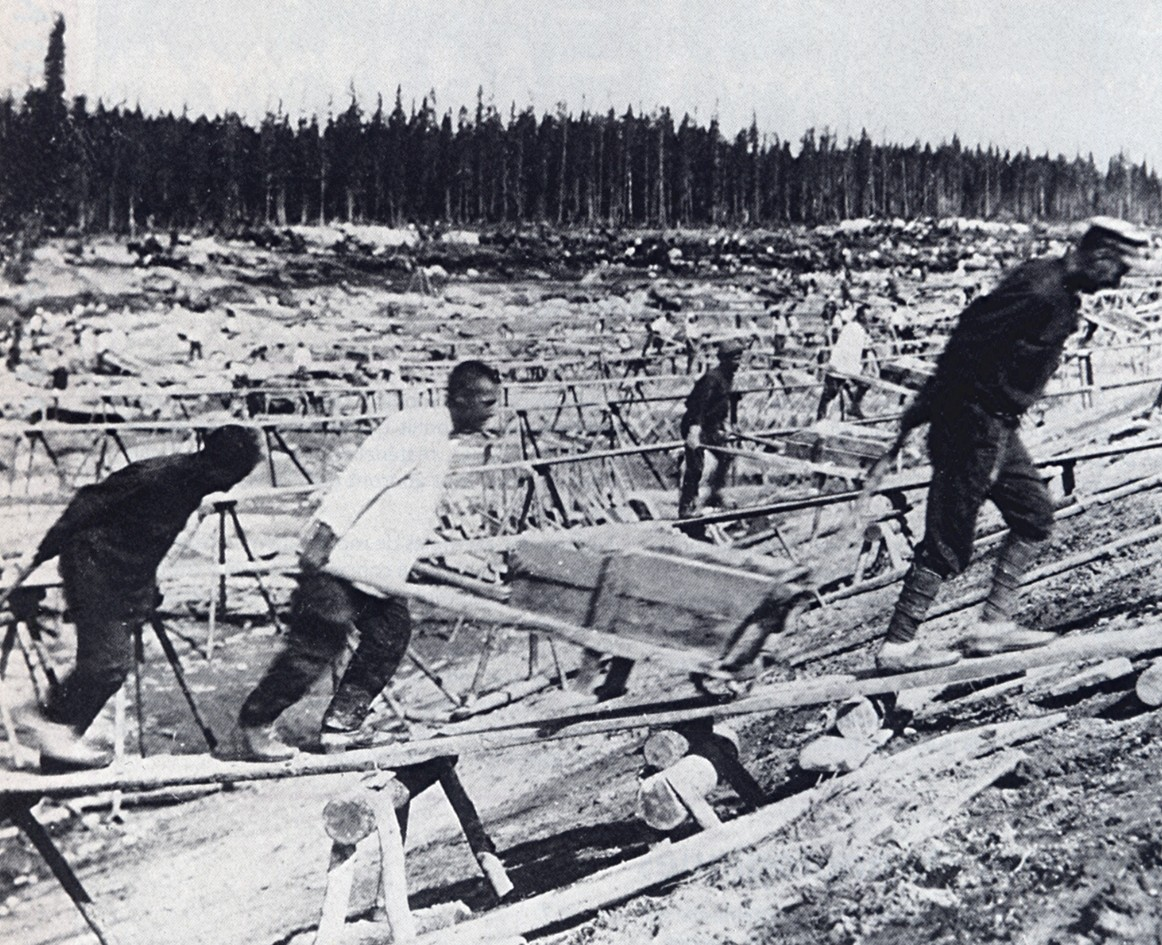
백해 – 발트해 운하는 소비에트 연방에서 가장 최초로 강제 노동을 주력으로 사용한 커다란 계획이다.

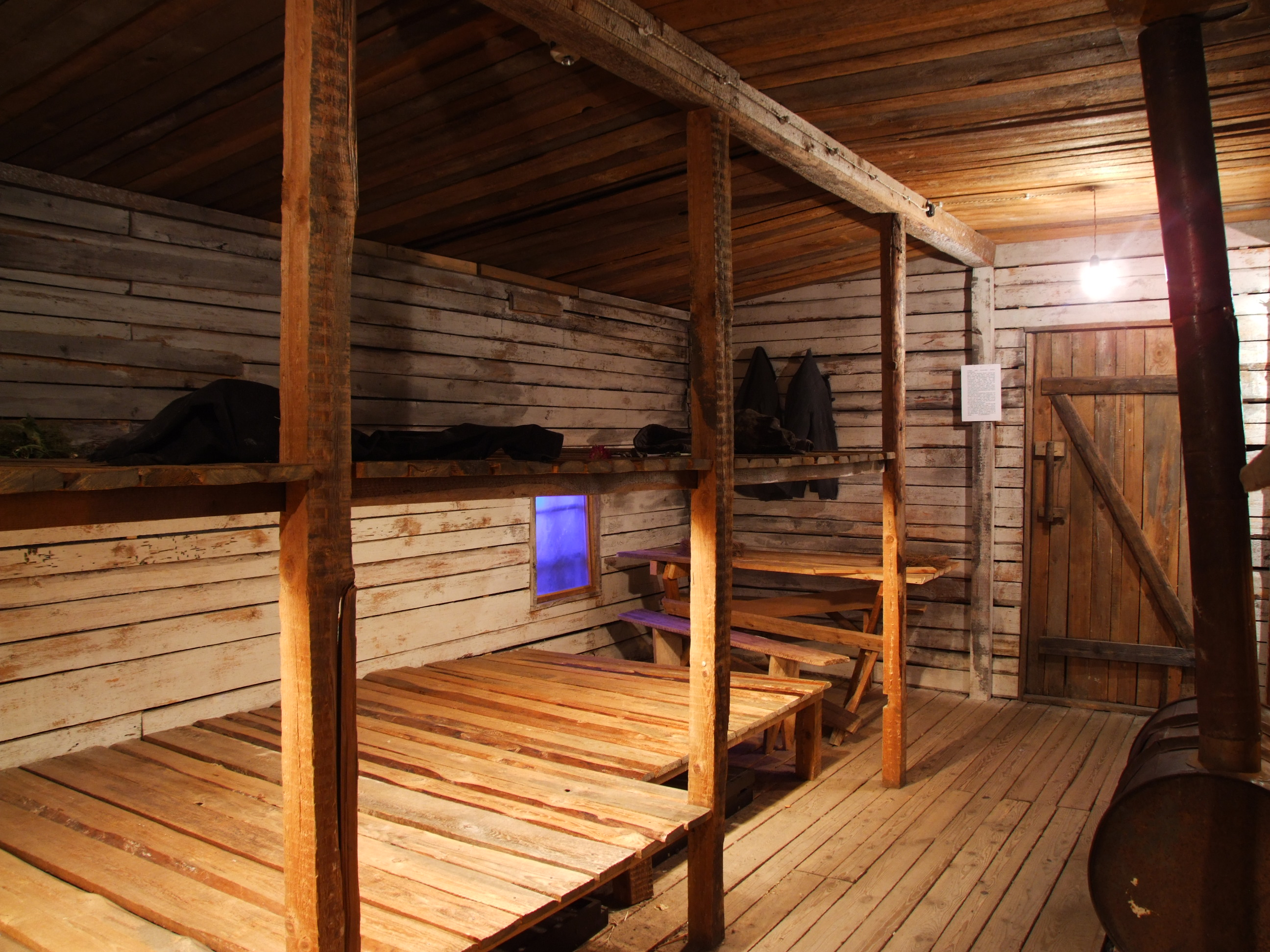
라트비아 점령 박물관의 굴라크 판잣집 복원 모습

### 사회적 환경
유죄판결을 받은 수용자들은 모든 종류의 노동과 함께, 벌목을 하게 되었다. 그들에게는 숲 벌목을 위한 정사각형 넓이의 공간이 주어졌다. 또한 그들이 작업장을 탈출하거나 빠져나가려는 행위는 벌목장의 모서리마다 설치된 탑들에 의하여 감시되었다.
이러한 "탈주범"들을 총살하여 조사하는 경우, 시신이 누워있는 방향이 단서로 고려되었다. 발이 수용소를 향해 누워있고, 머리가 반대를 향하여 있는 경우는 수용소를 탈출하려던 시도의 충분한 증거로 고려되었다. 조사에 따르면, 이것들은 보초들이 "탈주범"들에게 발포한 이후에 그 발포가 정당하다는 선언을 받기 위하여 그들이 탈주범의 시신을 간단하게 조절하도록 하던 관례에 불과했다. 또한 어떤 보초들이든 탈주범에게 발포하여 총살한 경우, 그들에게 현상금이 있었다는 증거가 있다. 공식적인 규율에 따르면, 수용자들이 탈주한 경우, 보초들은 벌금을 물어야했다.
탈주범을 잡은 주민들에게는 현상금이 지급되었다. 하지만 추운 지방에 위치한 굴라크들은 추위와 겨울로 인하여 어떤 경우든 사망한 채 발견되어 보초들이 탈주범을 찾는 것이 덜 고려되었다. 또한 총상을 입은 탈주범들은 몇 킬로미터 지난 곳에서 죽은 채로 발견되었다.

## 같이 보기
- 메모리알 (단체)

### 내용주
1. ↑  원문: It was the branch of the State Security that operated the penal system of forced labour camps and associated detention and transit camps and prisons. While these camps housed criminals of all types, the Gulag system has become primarily known as a place for political prisoners and as a mechanism for repressing political opposition to the Soviet state. Though it imprisoned millions, the name became familiar in the West only with the publication of Aleksandr Solzhenitsyn's 1973 The Gulag Archipelago, which likened the scattered camps to a chain of islands.
2. ↑  Often one may find statements that Soviet POW landed in gulag after the release, which is a confusion with two other types of camps. During and after the World War II freed prisoners of war were placed special "filtration" camps. Of these, by 1944 over 90% were cleared and about 8% were arrested or sent to penal battalions. In 1944 they were sent directly to reserve military formations to be cleared by NKVD there. Further, in 1945 about 100 filtration camps were set for repatriated Ostarbeiter, POW, and other displaced persons. which processed over 4,000,000 people. By 1946, 80% civilians and 20% of POW were freed, 5% of civilians and 43% of POW (re)drafted, 10% civilians and 22% of POW sent to labor battalions, and 2% of civilians and 15% of POW transferred to NKVD, i.e., to Gulag. — (“Военно-исторический журнал” (“Military-Historical Magazine”), 1997, №5. page 32)

### 참조주
1. ↑  “Anne Applebaum — Inside the Gulag”. 2008년 10월 15일에 원본 문서에서 보존된 문서. 2007년 10월 31일에 확인함.
2. ↑  “Gulag: Understanding the Magnitude of What Happened”. 2010년 3월 2일에 원본 문서에서 보존된 문서. 2008년 3월 15일에 확인함.
3. ↑  “The National Archives Learning Curve”. 2008년 9월 7일에 원본 문서에서 보존된 문서. 2013년 9월 6일에 확인함.
4. ↑  “Gulag: A History of the Soviet Camps, by Anne Applebaum”. 2008년 2월 5일에 원본 문서에서 보존된 문서. 2008년 3월 15일에 확인함.
5. ↑  Gulag from InfoPlease.com
6. ↑  Anne Applebaum. “굴라크: 역사 (GULAG: a history)” (영어). 2007년 10월 13일에 원본 문서 (HTML)에서 보존된 문서. 2007년 12월 21일에 확인함.
7. ↑  The Other Killing Machine, The New York Times.
8. ↑  Stalin's forgotten victims stuck in the gulag 보관됨 2008-02-05 - 웨이백 머신, Telegraph.
9. ↑  “Пенитенциарная система в СССР”. 2006년 1월 10일에 원본 문서에서 보존된 문서. 2006년 1월 10일에 확인함.
10. ↑  “Пенитенциарная система в СССР”. 2008년 3월 11일에 원본 문서에서 보존된 문서. 2009년 1월 6일에 확인함.
11. ↑  The Gulag Collection: Paintings of Nikolai Getman{{ 보관됨 2007-11-27 - 웨이백 머신
12. ↑  Jonathan Brent. Inside the Stalin Archives: Discovering the New Russia. Atlas & Co., 2008 (ISBN 0-9777433-3-0) pg. 12 Introduction online 보관됨 2009-02-24 - 웨이백 머신 (PDF file)
13. ↑  "Nikolai Getman: The Gulag Collection 보관됨 2012-05-13 - 웨이백 머신"